# Cécile Furtado-Heine
Cécile Charlotte Furtado, dite Furtado-Heine, est une philanthrope française née le 6 mars 1821 à Paris et morte le 10 décembre 1896 au Chesnay-Rocquencourt.

## Biographie
Cécile Furtado naît à Paris le 6 mars 1821. Son père, Élie Furtado, fils aîné de Joseph Furtado, armateur à Bayonne et neveu d'Abraham Furtado, est banquier à Paris et représentant de la circonscription de Bayonne au consistoire central à Paris. Rose Fould, la mère de Cécile, a pour père Beer Léon Fould, directeur de banque et maire de Rocquencourt, près de Versailles. Son oncle maternel, Achille Fould, sera ministre sous le Second Empire.
Cécile Furtado épouse le 2 octobre 1838 à Rocquencourt le riche banquier de Francfort Charles Heine (1810 Hambourg - 1865 Luchon), fils de Salomon Heine et cousin du poète allemand Heinrich Heine et du banquier Michel Heine.
Veuve le 4 juillet 1865, elle hérite d'une fortune considérable. À Paris, elle habite un hôtel particulier au milieu d'un grand jardin, 28, rue de Monceau. N’ayant pas d’enfant, elle adopte une orpheline, Marguerite Laure Juliette dite Paule (1847-1903) , qui serait peut-être la fille naturelle de son frère Paul Furtado-Fould et de la maîtresse de celui-ci, Marie-Julie Morel. Paule épouse en premières noces Michel-Aloys Ney, duc d'Elchingen (1866) et en secondes noces Victor Masséna, duc de Rivoli (1882).
Pendant la guerre de 1870, Cécile Furtado-Heine soutient la Croix-Rouge et organise un service d’ambulances pour le rapatriement des blessés. En 1884, elle crée et dote d’une rente un hospice pour enfants dans le 14e arrondissement. La rue où est situé cet établissement porte le nom de rue Furtado-Heine depuis 1897, modifié officiellement en rue Cécile-Furtado-Heine en 2019 en sa mémoire.
Elle finance d’autres établissements parmi lesquels une école maternelle dans la ville de Bayonne et une crèche à Montrouge, crèche qui sera reconnue d’utilité publique. 
En 1895, au retour du corps expéditionnaire français de Madagascar, Cécile Furtado-Heine cherche à soulager le sort des militaires malades. Elle lègue à l’armée sa villa de Nice sur la promenade des Anglais pour l’accueil des officiers convalescents et en excluant de par le fait tous les autres grades subalternes. Elle subvient aussi aux frais d’entretien des malades, du personnel et du bâtiment. Elle se montre également très généreuse envers l’Institut Pasteur. Un buste la représentant orne toujours le hall de cet Institut.

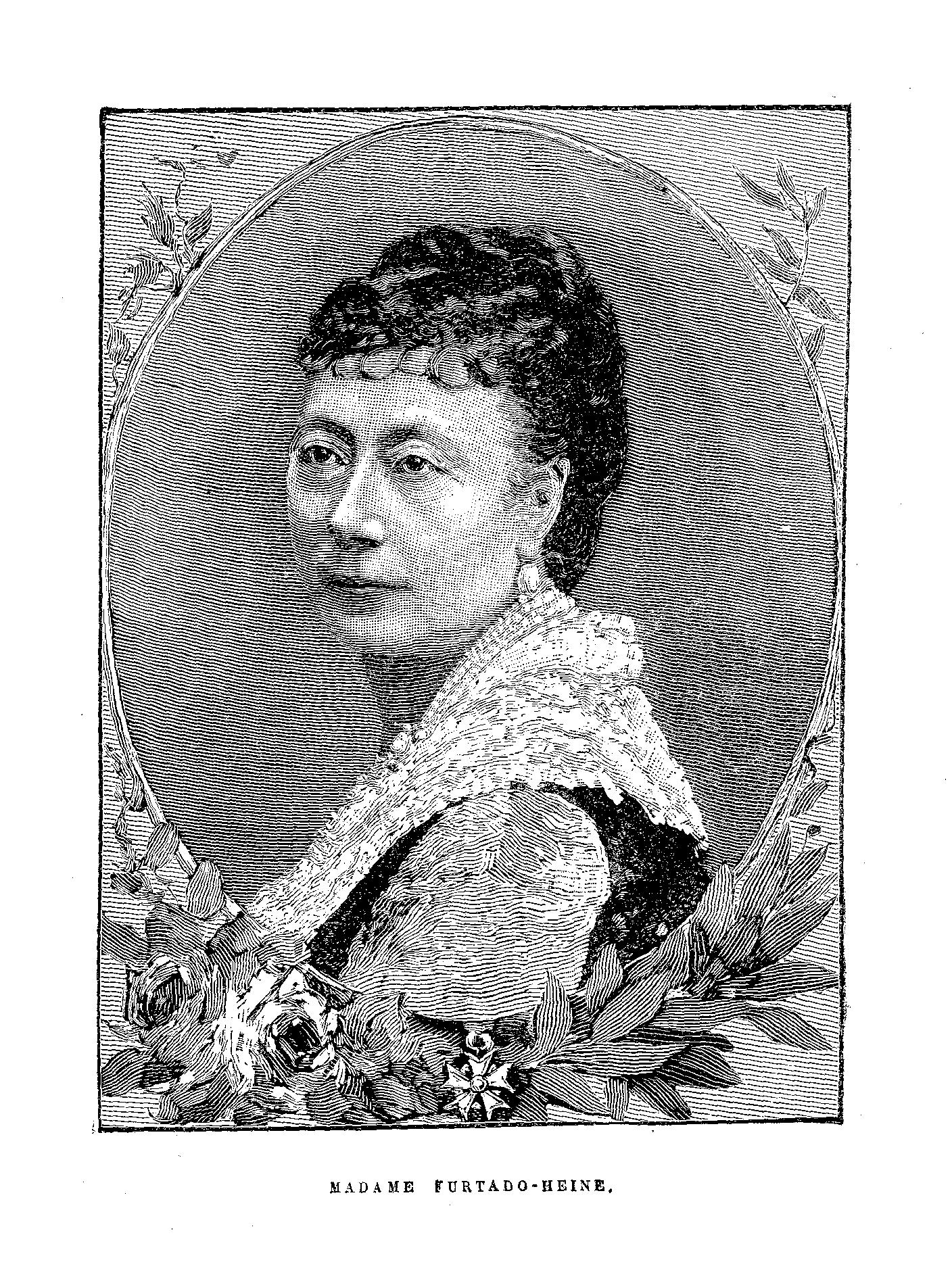
Cécile Furtado-Heine, gravure extraite de Nos grandes Françaises (1905).

Cécile Furtado-Heine n’oublie pas ses coreligionnaires. Elle soutient plusieurs œuvres de bienfaisance israélites et contribue à l’édification de nouvelles synagogues en France et en Belgique. La plus belle de ces synagogues est sans doute celle de Versailles où deux plaques de marbre rouge lui rendent hommage. Elle offre aussi des vitraux à l'église Saint-Germain du Grand-Chesnay dont dépend Rocquencourt. Ils représentent une Sainte Cécile et un Saint Napoléon. Ses activités caritatives et sa générosité lui valent d’être promue au grade d’officier de la Légion d’honneur en 1896. Il est encore très rare à cette époque qu’une femme accède à un tel honneur. 
Quelques semaines après cette nomination, Cécile Furtado-Heine s’éteint le 10 décembre 1896 dans son château de Rocquencourt. Sa mort est marquée par un deuil public auquel s’associent le Président de la République, Félix Faure, les ministres et la municipalité de Paris. Zadoc Kahn, grand rabbin de France, prononce l’éloge funèbre.

### Sources
- AFMEG
- Généalogie Heine
- (en) Descendance de Paule Heine-Furtado, duchesse Ney d'Elchingen (de 1866 à 1882)
- (en) Descendance de Paule Heine-Furtado, duchesse Masséna de Rivoli (de 1882 à 1903)